# Rohr Spezialfahrzeuge
Die Rohr Spezialfahrzeuge GmbH mit Sitz in Straubing zählt zu den Herstellern im Bereich Kühlkofferfahrzeuge, Tankfahrzeuge, Flugfeldtankfahrzeuge und Militärtankfahrzeuge in Deutschland.

## Geschichte
Im Jahre 1850 erfolgte die Gründung einer Schmiede in Straubing. Schmiedemeister Adalbert Rohr senior baute 1945 den ersten landwirtschaftlichen Anhänger, und 1962 wurde das erste Tankfahrzeug produziert. Die Produktpalette wurde 1972 um isolierte Kofferfahrzeuge erweitert und seit der Teilübernahme des Flugfeldtankfahrzeugherstellers Kroll im Jahre 1995 werden auch Flugfeldtankfahrzeuge bei Rohr gefertigt. Seit 2006 werden auch Militärtankfahrzeuge für die Bundeswehr produziert.

## Produktion
Das Straubinger Unternehmen Rohr hat etwa 180 Mitarbeiter. Es ist Hersteller von temperaturgeführten Kofferfahrzeugen für die deutschen Lebensmittelhandelskonzerne, von Tankfahrzeugen für die Mineralöl- und Heizölverteilung und Lieferant der Bundeswehr für Militärtankfahrzeuge. Dazu gehört der Straßentankwagen schwer 8x8 (FSA). Mit der Teilübernahme des Hamburger Flugzeug-Tankfahrzeugbauers Kroll im Jahr 1995 konnte Rohr das Unternehmen weiter ausbauen.
Rohr hat sich auf die Entwicklung und Fertigung von Kühlkoffer- und Tankfahrzeugen spezialisiert, fertigt aber auch Sonderfahrzeuge im Bereich landwirtschaftliche Transporte sowie Lebendtiertransporte.
Die Rohr Nutzfahrzeuge GmbH hat Anfang April 2016 einen Insolvenzantrag gestellt. Sie wurde im Zuge dessen von der österreichischen Kässbohrer Transport Technik übernommen und in Rohr Spezialfahrzeuge GmbH umfirmiert.